# تمارا سالازار
تمارا سالازار هي رباعة إكوادورية، ولدت في 9 أغسطس 1997.

## روابط خارجية
- تمارا سالازار على موقع الاتحاد الدولي (الإنجليزية)
- تمارا سالازار على موقع مشروع نتائج رفع الأثقال الدولية (الإنجليزية)
- تمارا سالازار على موقع IAT Database Weightlifting (الألمانية)
- تمارا سالازار على موقع أوليمبيديا (الإنجليزية)